# Колоденка (Рівненський район)
Колоде́нка — село в Україні, у Рівненському районі Рівненської області. Населення становить 4430 осіб.

## Символіка
Затверджена 16 жовтня 2019р. рiшенням №368 сесії сільської ради.

### Герб
Щит перекинуто вилоподібно розтятий золотим, червоним та зеленим. Поверх лінії поділу срібний перекинутий вилоподібний хрест. У першій частині три зелені сосни, середня попереду та вище. У другій частині срібний розширений хрест. У третій частині три золоті колоди (герб є промовистим), покладені в піраміду.

### Прапор
Квадратне полотнище складається з трьох горизонтальних смуг жовтого, зеленого та блакитного кольорів із співвідношенням 1:3:1. У центрі зеленої смуги три жовті колоди, покладені в піраміду. Вздовж древка червона вертикальна смуга, в центрі якої білий розширений хрест. Ширина червоної смуги становить 1/3 ширини прапора.

## Історія
Село належить до давніх поселень краю. Очевидно, поселення людей існували на цій території ще в доісторичні часи. Неподалік від Колоденки археологами виявлено кілька курганів доби княжої Русі, а також поховання доби козацьких воєн.
Село Колоденка згадується в 1470 році, коли Ванько з Кордеєвичів, Джусин з Квасилова продає за 1000 кіп чеських грошей князю Семенові Вагилевичеві Збаразькому свої дідичні маєтності, а серед них і село Колодне, Басів Кут, Мережанку, Корнин, Славне, Боково, Ростово. Але вже скарга возного 1569 року іменує село Колоденкою.
В 1606 році згадується Колоденка, як село Колодноє Луцького повіту, як маєток пана Холмського Ванька Кордеєвича з Квасилова.
В історії село Колоденка зазнало драматичної долі, як і інші давні поселення нашого краю. Не раз його спустошували татари у XV-XVI століттях.
У 1648 року тут проходило козацьке військо Богдана Хмельницького. Пізніше селяни потерпали від свавілля місцевих панів-феодалів.
Знайдені кам’яні знаряддя, які належать до старої кам’яної культури та новішої кам’яної культури (палеоліту та неоліту). Як свідчить історик Михайло Грушевський в «Історії України», найдавніші звістки про сторони йдуть з VII віку перед Христом, докладніше — з V віку. Ці згадки стосуються чорноморського побережжя. А згадки про нашу місцевість у чужих народів починаються”… геть пізніше, тільки 400 років по Христові (1500 років тому).
Знайдено речі старої кам’яної культури (скребачки, кремінні стріли) та навіть кам’яної культури (відшліфовані сокири, молотки, кам’яні ножі). Вже в той древній період людина будувала житло з дерева чи хворосту, вимазуючи його всередині глиною.
Отже, можна стверджувати, що назва села виникла значно раніше, ніж з’явилися перші згадки про село.
Історик Михайло Грушевський прийшов до висновку, що ще в давні часи неоліту люди мали кам’яні пилки і будували своє житло з дерева чи хворосту. Та справжній лісовий промисел, заготівля деревини, колод виникли тоді, коли з’явилися залізні знаряддя праці: пилка, сокира. А для перевезень на значні відстані лісоматеріалу потрібен ще й транспорт. Таким транспортом був кінний. Залізницю в нашому краї з’явилися трохи більше сотні років тому в ХІХ столітті. Справжній лісовий промисел міг виникнути декілька століть тому. Але ж село в той час вже існувало, жило і мало свою назву. За місцевими переказами, вона (назва села) походить від поширеного в давні часи промислу — лісо вального. Справді, колись тут, оповідають, були могутні ліси і місцеве населення переважно працювало на лісорозробках, заготовляючи колоди, а пани й урядники швидко багатіли із цього промислу. Згодом ліси вирубали дощенту, й донині згадка про них збереглася лише в назві села.
За книгою Миколи  Теодоровича 1889 року Колоденка мала 94 садиб, 745 жителів, 7 римо-католиків». У церкві Григорія Переможця (збудована в 1788 році прихожанами) зберігалися цінні стародруки, копії метричних  книг з 1790року. Нині церква є найдавнішою архітектурною пам’яткою села. Наприкінці ХХ ст. Колоденка нараховувала 835 дворів, 2957 жителів.
За царської Росії довгий час в селі не було школи. Панувала неписемність. У 1870 р. була створена церковно-приходська школа. Вона знаходилась в хаті жительки Завацької. Одна група учнів нараховувала 20 чоловік. Вчителем був Антип.
Земство виділило гроші на будівництво земської сільської школи. ЇЇ будівництво почалося 1897 році, а закінчилось в 1898-му.  В школі навчалось три класи по 5-6 учнів в кожному. На той час навчання проводилось польською мовою.
Друга світова війна перервала навчання. Школа була перетворена на в’язницю, в кімнатах були катівні, конюшні. На подвір’ї хоронили сотні людей.
Школа відновила свою роботу в лютому 1944 р.  В 1967 р. навчалося вже 350 дітей. Було добудовано 4 класні кімнати та спортивний зал. У 80-90 рр. було здійснено переобладнання навчальних кабінетів.

### Новітня історія
7 червня 2015 року архієпископ Рівненський і Острозький Іларіон звершив чин заснування нового храму Свято-Георгіївської парафії у Колоденці.

## Населення

### Мова
Розподіл населення за рідною мовою за даними перепису 2001 року:
| Мова       | Кількість | Відсоток |
| ---------- | --------- | -------- |
| українська | 3146      | 98.81%   |
| російська  | 38        | 1.19%    |
| Усього     | 3184      | 100%     |

## Відомі люди
- Грицюта Микола Сидорович  народився 8 травня 1925 року, український літературознавець.
- Тарасюк Олег Анатолійович (1968-2014, «Тарас») - солдат Збройних сил України, командир Рівненської розвідгрупи Добровольчого корпусу «Правого Сектору». Кавалер ордена «За мужність» III ступеня.
- Лис-почесний темщік України